# Voladoras
Voladoras es un barrio ubicado en el municipio de Moca en el estado libre asociado de Puerto Rico. En el Censo de 2010 tenía una población de 4710 habitantes y una densidad poblacional de 419,89 personas por km².

## Geografía
Voladoras se encuentra ubicado en las coordenadas 18°22′29″N 67°4′33″O / 18.37472, -67.07583. Según la Oficina del Censo de los Estados Unidos, Voladoras tiene una superficie total de 11.22 km², que corresponden a tierra firme.

## Demografía
Según el censo de 2010, había 4710 personas residiendo en Voladoras. La densidad de población era de 419,89 hab./km². De los 4710 habitantes, Voladoras estaba compuesto por el 89.43% blancos, el 2.78% eran afroamericanos, el 0.11% eran amerindios, el 0.02% eran asiáticos, el 0.02% eran isleños del Pacífico, el 3.48% eran de otras razas y el 4.16% pertenecían a dos o más razas. Del total de la población el 99.43% eran hispanos o latinos de cualquier raza.